# Malacomorpha minima
Malacomorpha minima är en insektsart som beskrevs av Conle, Hennemann och Perez-Gelabert 2008. Malacomorpha minima ingår i släktet Malacomorpha och familjen Pseudophasmatidae. Inga underarter finns listade i Catalogue of Life.